# Растелли, Майкол
Майкол Растелли (итал. Maicol Rastelli; род. 28 апреля 1991, Сондало, Италия) — итальянский лыжник, призёр этапа Кубка мира. Более успешно выступает в спринтерских гонках.
В Кубке мира Растелли дебютировал 16 февраля 2013 года, в марте 2014 года единственный раз в карьере попал в тройку лучших на этапе Кубка мира, в спринте. Кроме этого на сегодняшний день имеет на своём счету 1 попадание в тридцатку лучших на этапах Кубка мира, в командном спринте. Лучшим достижением Растелли в общем итоговом зачёте Кубка мира является 83-е место в сезоне 2013-14.
За свою карьеру в Олимпийских играх и чемпионатах мира участия пока не принимал. Лучшим достижением на юношеских и молодёжных чемпионатах мира является 4-е место в спринте на молодёжном чемпионате мира 2014 года.